# Богоявленський Кременецький жіночий монастир
Богоявленський Кременецький жіночий монастир УПЦ — культова споруда в місті Кременці Тернопільської області, пам'ятка архітектури національного значення.

## Історія
Заснували в 1633 році українські шляхтичі Лаврентій Древинський і Данило Єло-Малинський за привілеєм короля Владислава IV Вази як православний чоловічий монастир. За «благословенною грамотою» Петра Могили (1636) підпорядковувався Вселенському Патріархові та його Екзарху — Київському митрополитові.
При Богоявленському монастирі діяли братство, школа (працювала за навчальним планом Києво-Могилянської колегії), друкарня й шпиталь.
Із видань друкарні найбільше відома т. зв. «Кременецька Граматика» (1638).
У 1-й чверті XVIII століття Богоявленський монастир визнав унію з Римом і увійшов у Чин св. Василія Великого.
1807 року за указом російського імператора Олександра I оо. Василіяни віддали територію свого монастиря з усіма будівлями Волинській гімназії (колишнього колегіуму) і перейшли в будівлі реформатського монастиря; також ченців ордену францисканців-реформатів переселили до монастиря в Дедеркалах, а звільнені споруди (костел та прилеглий до нього двоповерховий корпус келій, збудовані за проєктом архітектора Антоніо Кастеллі на кошти княгині Теофілі Вишневецької з Лещинських).
1839 року Богоявленський монастир припинив існування, 1865 — відновлений як однойменний православний чоловічий монастир РПЦ.
У Богоявленському монастирі була резиденція вікарного єпископа Волинської єпархії (1873–1922, 1924–1934 з перервами), якого титулували Острозьким, а від 1902 — Кременецьким, правлячого Волинського і Кременецького архієпископа (1922–1923, 1934–1941), глави так званої Автономної православної церкви в Україні (1941–1943).
1953 року Богоявленський монастир реорганізований у жіночий, 1959 — ліквідований, 1990 — відновив діяльність як православний жіночий монастир УПЦ. Належить до Тернопільської єпархії УПЦ.

## Архітектура
До ансамблю монастиря, оточеного мурованою загорожею, належать Богоявленський собор, двоповерховий чернечий корпус із Миколаївською церквою (обидві споруди середини XVIII ст. в стилі пізнього бароко), дзвіниця з невеликою церквою преподобного Іова Почаївського (поч. XX ст.) і господарські будівлі.

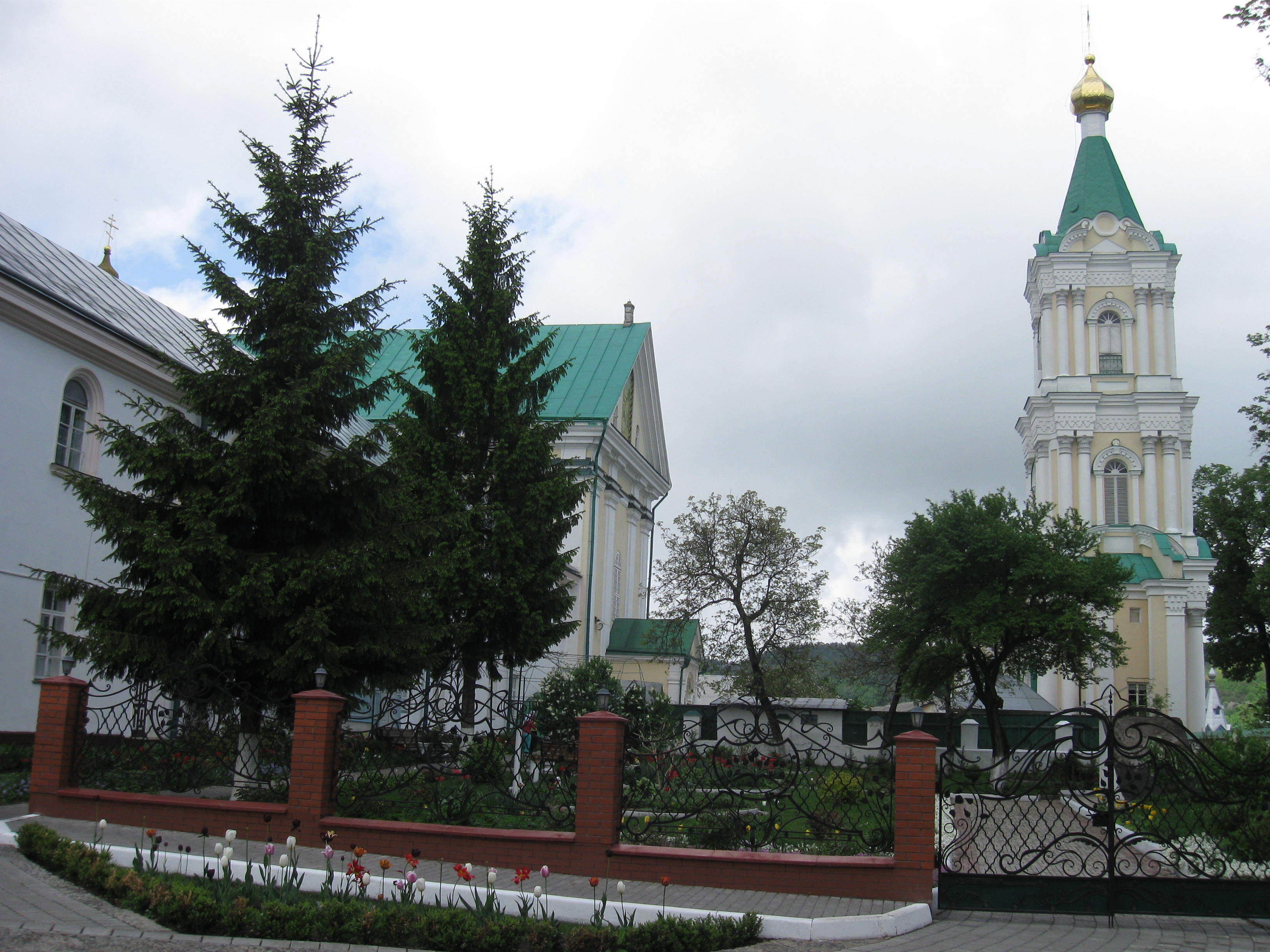
Богоявленський монастир
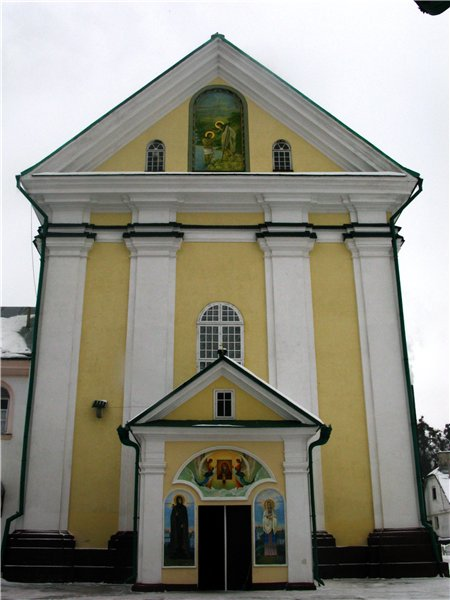
Богоявленський собор (колишній костел реформатів)
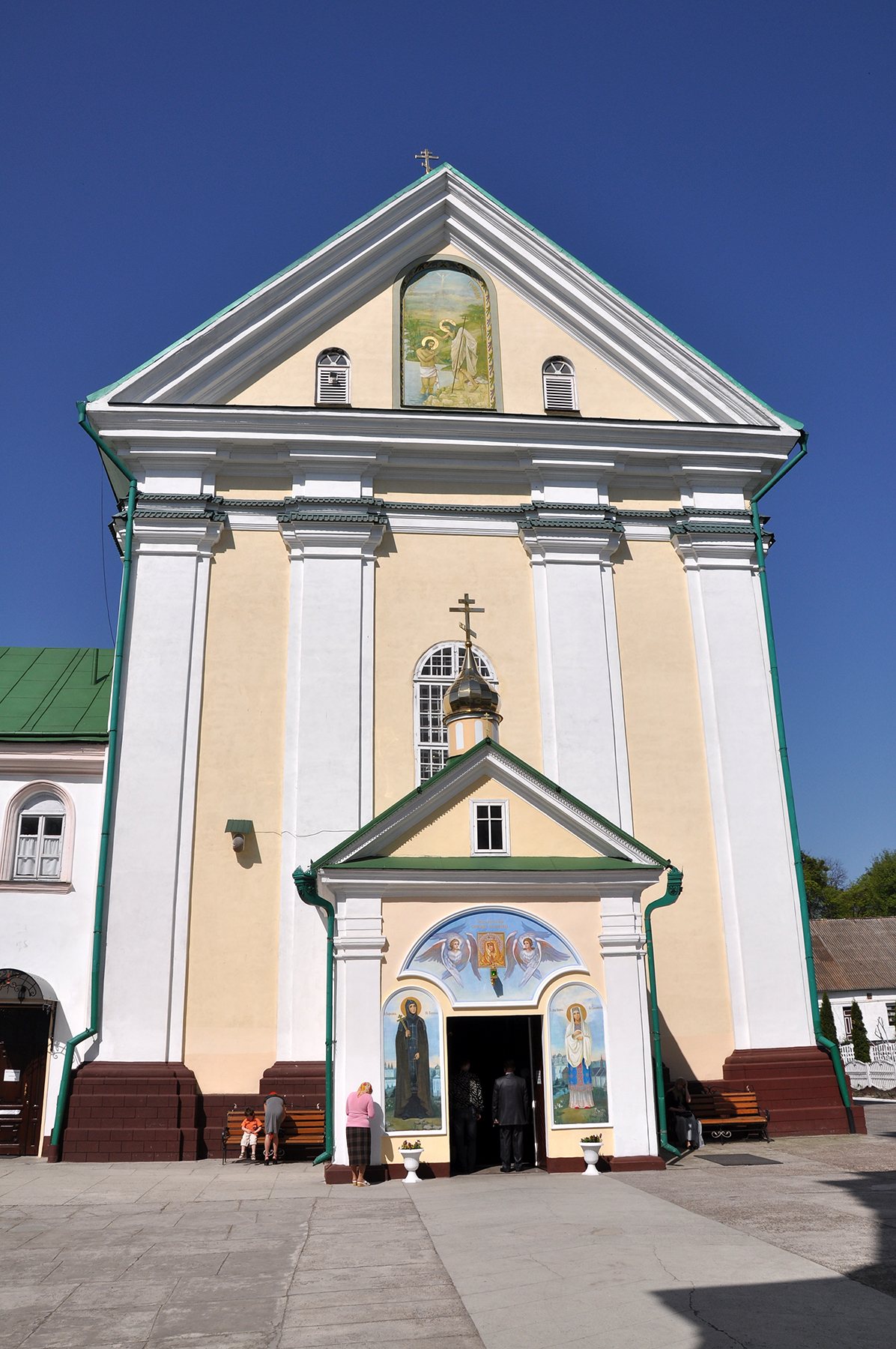
Богоявленський собор
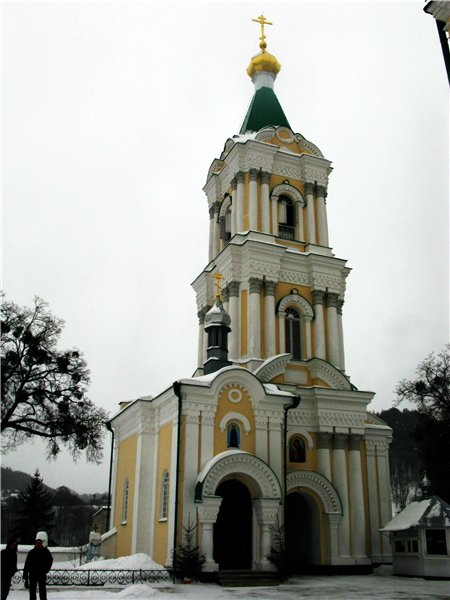
Монастирська дзвіниця збудована на початку XX ст.
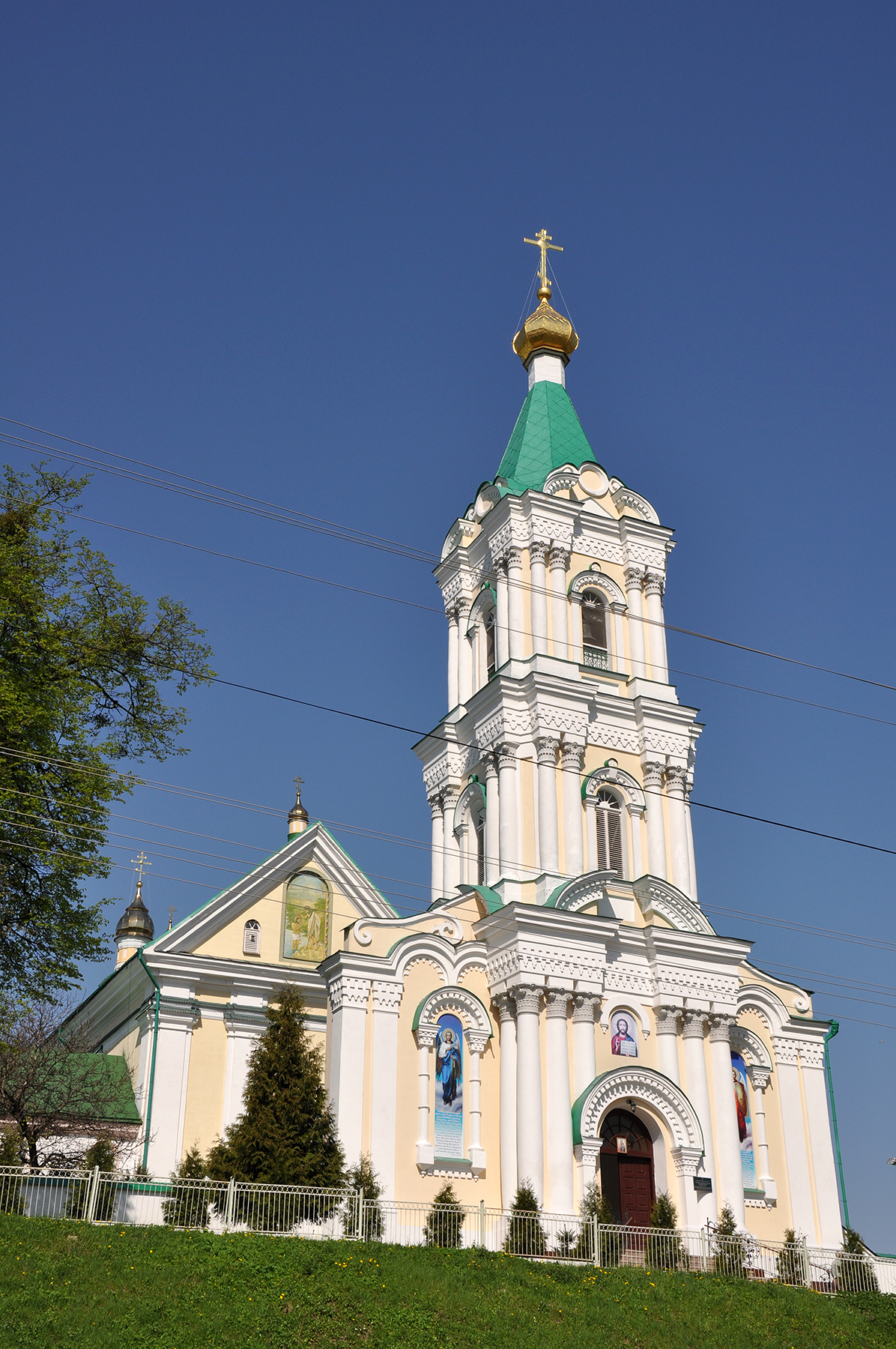
Монастирська дзвіниця
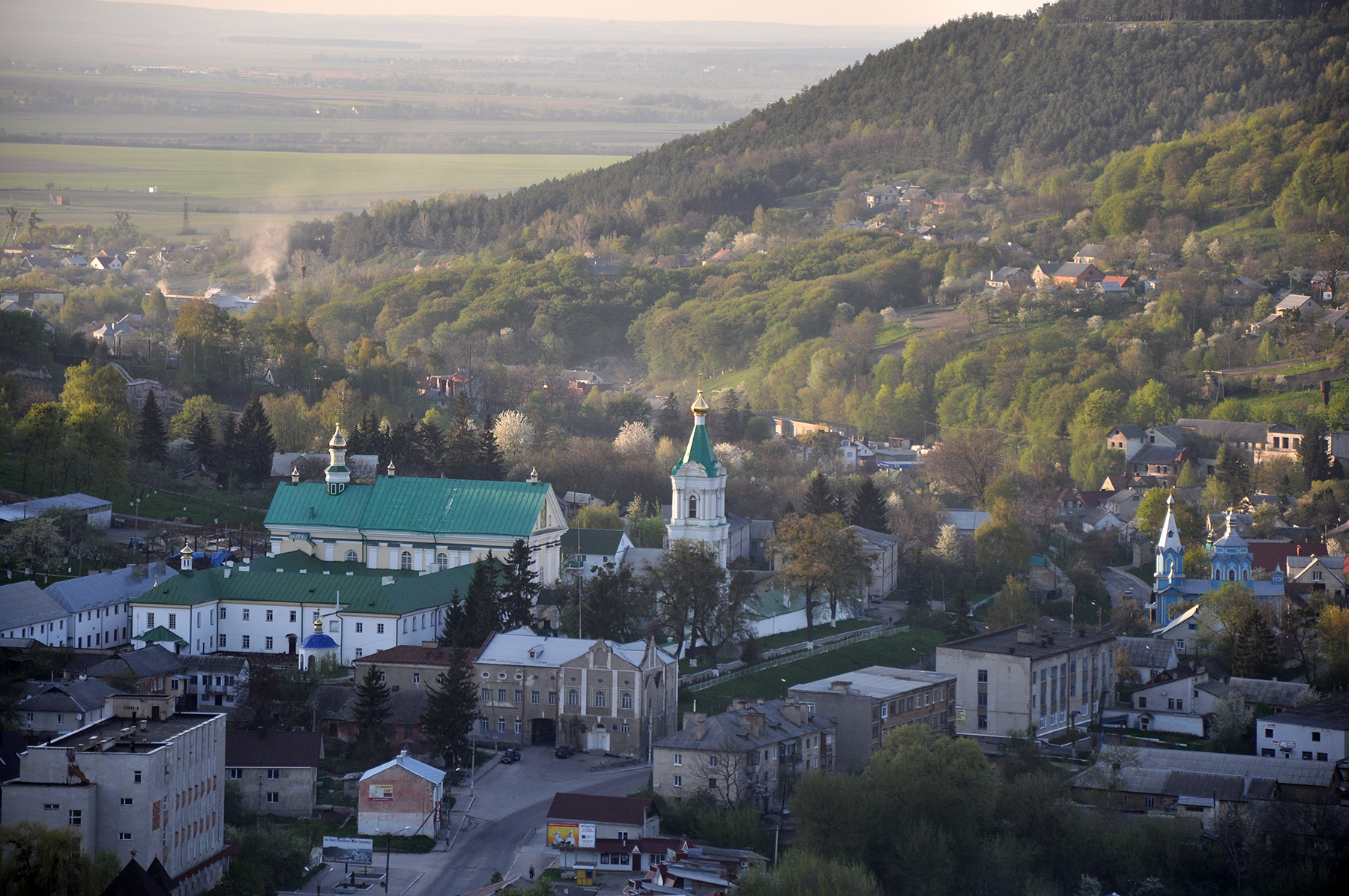
Вигляд на монастир з гори Бони
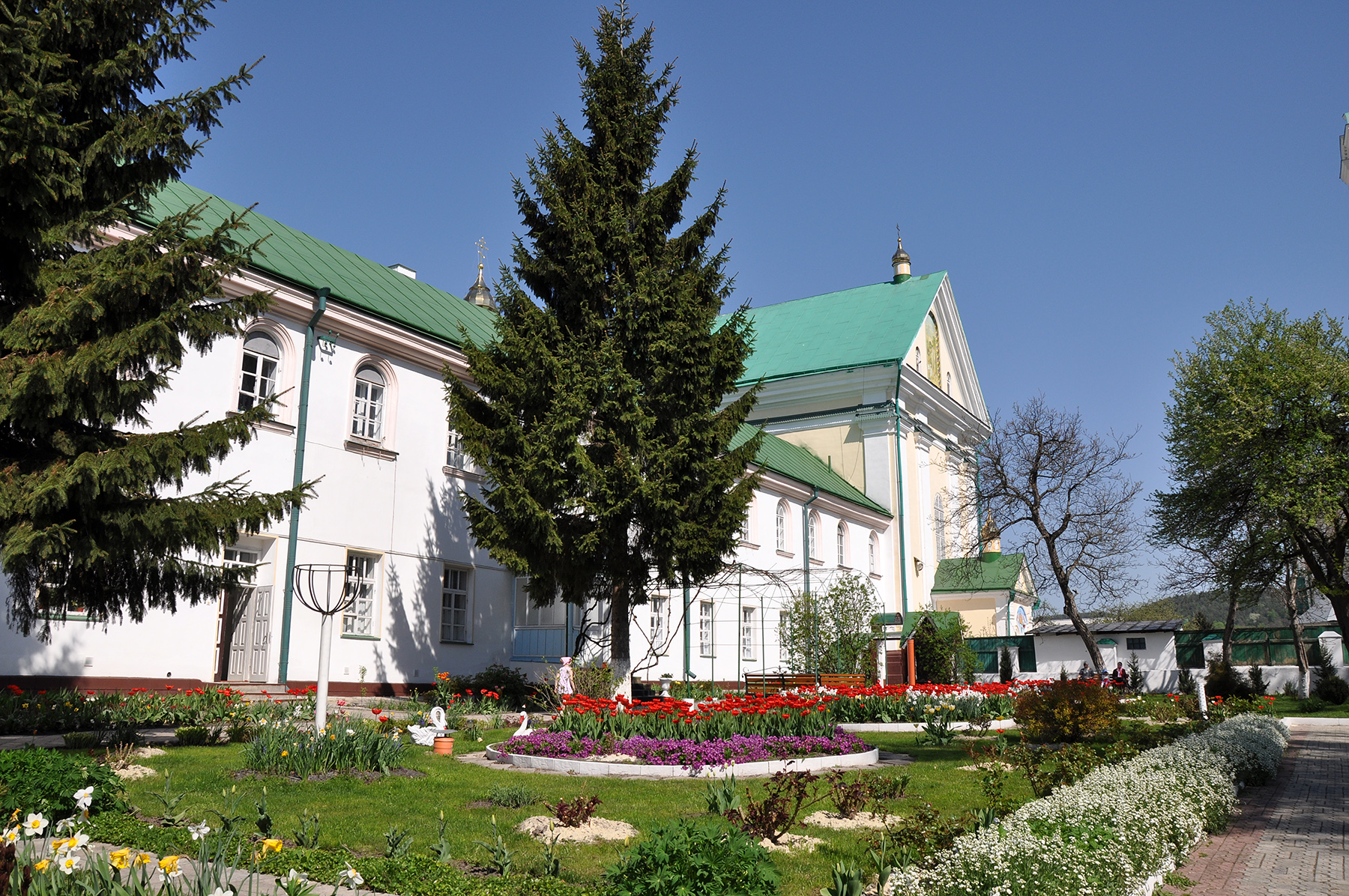
Келії

## Люди
- о. Юліян Добриловський ЧСВВ